# 蒙特普尔恰诺 (锡耶纳省)
蒙特普尔恰诺（義大利語：Montepulciano）是意大利中部托斯卡纳大区锡耶纳省的一座中世纪和文艺复兴风格的山城，海拔605米，位于高高的石灰岩山脊上。位于锡耶纳东南方70公里，佛罗伦萨东南方124公里，罗马以北186公里。
蒙特普尔恰诺以出产食物和饮料知名，蒙特普尔恰诺贵族葡萄酒被认为是意大利品质最佳的葡萄酒之一。蒙特普尔恰诺还以出产猪肉、干酪、意大利面和蜂蜜著称。 
意大利统一后，该镇仍是这个重要农业区的中心，工业活动则迁往铁路线上的丘西。
蒙特普尔恰诺由城墙环绕，主要街道长1.5公里，从 Porta al Prato 延伸到山顶的 Grande 广场，适合步行。镇上有建于1594年到1680年的圣母升天主教座堂，和若干古老宅邸。

## 图片

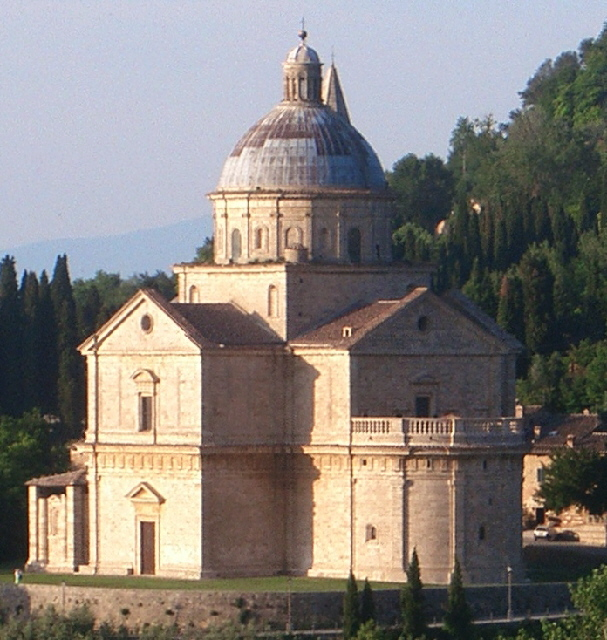
The Sanctuary of San Biagio
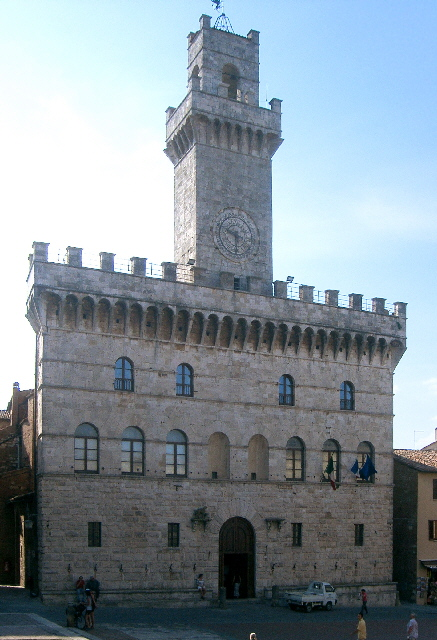
Communal Palace.
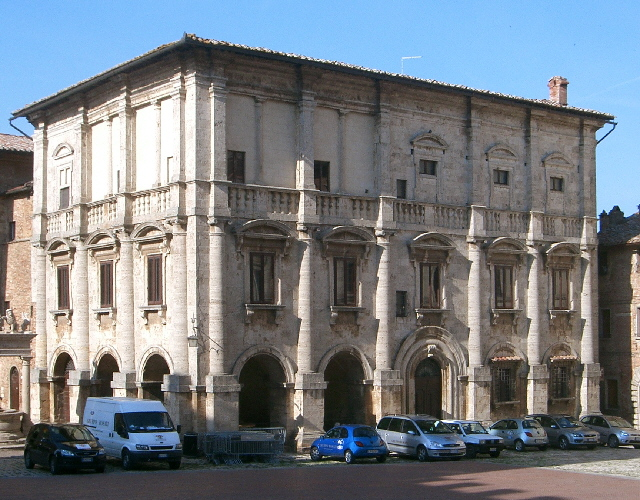
Palazzo Tarugi.

## 友好城市
- 法國 穆兰